# Окунькова-Гольдингер, Зинаида Николаевна
Зинаида Николаевна Окунькова-Гольдингер (урождённая Окунькова; 1848—1938) — русский и советский гинеколог. Одна из первых в стране женщин-докторов медицины.

## Биография
Зинаида Окунькова родилась в 1848 году в дворянской семье землевладельца Орловской губернии, коллежского советника. В 1866 году окончила Екатерининское училище. С 1870 года жила за границей, училась в Цюрихском университете, состояла в бакунинском кружке. В 1872 году приехала в Москву, привезя с собой письма от эмигрантов. Была привлечена к дознанию по обвинению в сношениях с эмигрантами и подчинена надзору полиции. В ноябре 1872 года получила разрешение на выезд за границу с условием не возвращаться в Россию в течение трёх лет. Жила в Париже. В 1877 году получила в Парижском университете степень доктора медицины (до неё из женщин такой диплом получили только трое: американка, англичанка и француженка). В 1875 году по ходатайству русского посланника в Париже князя Н. А. Орлова, в семье которого она давала уроки, получила разрешение приехать на время в Россию. В 1877 году вернулась в Россию и по ходатайству Н. А. Орлова была освобождена от надзора полиции.
До преклонного возраста работала вольнопрактикующим врачом в Москве. Вела приём по женским и детским болезням в главном доме городской усадьбы И. А. Королёва — П. П. Страховой — Тестовых (ул. Арбат, 36/2). Умерла в 1938 году в возрасте 90 лет.

## Память
В 1939 году при кафедре истории медицины 1-го Московского медицинского института была организована выставка-музей, посвящённая памяти З. Н. Окуньковой-Гольдингер. На выставке были представлены личные вещи, переданные её дочерью: библиотека из 500 томов медицинской литературы на французском языке, инструментарий, медицинский архив с тысячами историй болезни.

## Семья
- Муж — Василий Петрович Гольдингер (1850—?) — хирург
  - Приёмная дочь — Екатерина Васильевна Гольдингер (1881—1973) — художница, искусствовед, мемуаристка